# Église Saint-Jean-Baptiste de Guivry
L’église Saint-Jean-Baptiste de Guivry est une église située à Guivry, en France.

## Localisation
L'église est située sur la commune de Guivry, dans le département de l'Aisne.